# Suore di Santa Maria
La congregazione delle Suore di Santa Maria (in francese Congrégation de Sainte Marie; sigla C.S.M.) è un istituto religioso femminile di diritto pontificio.

## Storia
La congregazione fu fondata da Matilde Vesnat: aveva abbraciato la vita religiosa tra le suore di Santa Marta di Parigi, ma se ne allontanò insieme con alcune compagne a causa delle tendenze gianseniste della maggioranza delle religiose dell'istituto. Nel 1843, con l'approvazione di Denis-Auguste Affre, arcivescovo di Parigi, Matilde Vesnat e le consorelle si staccarono dalle suore di Santa Marta e si costituirono in congregazione autonoma.
Le prime 16 religiose e 7 novizie del nuovo istituto vestirono l'abito religioso il 2 febbraio 1843 alla presenza di Jean-Nicaise Gros, vescovo di Saint-Dié; i voti furono emessi il 25 marzo 1844.
Napoleone III concesse il riconoscimento legale all'istituto il 7 luglio 1853; le suore di Santa Maria ricevettero il pontificio decreto di lode il 16 giugno 1875 e le loro costituzioni furono approvate definitivamente il 5 luglio 1938.
Le leggi anticongregazioniste francesi costrinsero le religiose a chiudere molte loro scuole in patria, ma diedero loro l'opportunità di aprire filiali all'estero (Inghilterra, Messico).
Nel 1969 ls congregazione si è federata con quelle delle Figlie di Santa Maria della Provvidenza e delle suore della Provvidenza di Arras, Langres e Troyes.

## Attività e diffusione
Le suore lavorano principalmente in scuole e collegi.
Le suore sono presenti in Francia, Regno Unito e Messico; la sede generalizia è a Città del Messico.
Nel 2014 l'istituto contava 43 religiose in 10 case.